# آلفرد دابس
آلفرد دابس (انگلیسی: Adolph Dubs; ۴ اوت ۱۹۲۰ – ۱۴ فوریهٔ ۱۹۷۹) دیپلمات، و سیاستمدار اهل ایالات متحده آمریکا و سفیر این کشور در افغانستان که در ۱۴ فوریه ۱۹۷۹ توسط افراد ناشناسی ربوده شد. دابس در جریان درگیری بین گروگان‌گیران و نیروهای امنیتی افغان کشته شد.
دابس در آرامستان ملی آرلینگتون به خاک سپرده شده است.